# Суводі
Су́воді (рос. Суводи) — селище у складі Орічівського району Кіровської області, Росія. Адміністративний центр Суводського сільського поселення.
Населення становить 375 осіб (2010, 409 у 2002).
Національний склад станом на 2002 рік — росіяни 98 %.